# Hospital der Geister
Hospital der Geister (auch Geister) ist eine Miniserie des Regisseurs Lars von Trier für das dänische Fernsehen. Der Originaltitel lautet Riget („Das Reich“), der englische Titel The Kingdom. Die Serie erschien in zwei Staffeln (Geister I, 1994; Geister II, 1997) mit insgesamt elf Episoden. Die deutschsprachige Erstausstrahlung erfolgte am 11. März 1995 auf arte. Es existieren diverse Schnittfassungen. 2022 folgte eine dritte Staffel.
Lars von Trier wurde durch David Lynchs Twin Peaks zu der Serie inspiriert. Gemeinsam mit Niels Vørsel schrieb er in wenigen Wochen das Drehbuch. Regie führten Lars von Trier und Morten Arnfred. Cæcilia Holbek Trier fiel als eingeplante Regisseurin aufgrund ihrer Schwangerschaft aus. 1996 erhielt Lars von Trier für die erste Staffel den Adolf-Grimme-Preis.

## Handlung
Die Handlung der Serie findet größtenteils in der neurochirurgischen Abteilung des Reichskrankenhauses (kurz Riget) Kopenhagen statt. Sowohl das Personal als auch die Patienten sehen sich mit übernatürlichen Phänomenen konfrontiert. Die notorische Simulantin und Spiritistin Frau Drusse geht, zusammen mit ihrem Sohn Bulder, der als Pfleger in dem Krankenhaus arbeitet, den Vorkommnissen auf den Grund. Der schwedische Professor Stig Helmer, der einen abgrundtiefen Hass auf alles Dänische pflegt, führt einen Kleinkrieg gegen das dänische Gesundheitssystem und seine Arbeitskollegen, während ihn eine zunehmend konfliktgeladene Beziehung mit der Ärztin Rigmor Mortensen verbindet. Gleichzeitig muss Helmer einen Kunstfehler, durch den das Mädchen Mona dauerhaft geschädigt wurde, vertuschen. Prof. Moesgaard, der völlig überforderte Chefarzt der Abteilung, versucht durch die „Aktion Morgenluft“ das Arbeitsklima zu verbessern; er selbst sucht bei einem Psychotherapeuten Hilfe, um den eigenen Problemen auf den Grund zu gehen. Assistenzarzt Krogen, der sich im Keller des Krankenhauses häuslich niedergelassen hat und über seine Kontakte alles Erdenkliche beschaffen kann, wird von Helmer mit einem aus Haiti stammenden Voodoo-Gift getötet und später als Zombie wiederbelebt. Frau Drusse kommt einer Verschwörung von Satanisten auf die Spur, in deren Mittelpunkt die Wiedergeburt eines Arztes namens Åge Krüger steht, der einst seine uneheliche Tochter Mary im Krankenhaus getötet hatte. Der als Dämon zurückgekehrte Åge Krüger zeugt mit der Assistenzärztin Judith ein Kind: „Brüderchen“ entwickelt sich nach der Geburt binnen kürzester Frist zu einem riesenwüchsigen Monstrum. Den Verlockungen seines dämonischen Vaters, sein Leiden werde beendet, wenn er sich dem Bösen zuwendet, widersteht Brüderchen. Stattdessen bittet er seine Mutter, ihn sterben zu lassen, um in die Welt der guten Geister überwechseln zu können. Frau Drusse kann schließlich den Ausgangspunkt der teuflischen Umtriebe entlarven.

## Hintergrund
Das schwedische Atomkraftwerk, das Helmer vom Dach des Krankenhauses mit dem Fernglas betrachtet (Helmer: „Mit Plutonium zwingen wir euch Dänen auf die Knie.“), ist das zwischen 1999 und 2005 stillgelegte Kernkraftwerk Barsebäck. Frau Drusse vermutet die Teufelsanbeter im Ordenshaus der Dänischen Freimaurer, Blegdamsvej 23, nur 400 Meter vom Krankenhaus entfernt.
Die Fernsehproduktion wurde aufgrund des schwarzen Humors und hervorragender schauspielerischer Leistungen der Darsteller gelobt. Lars von Trier vereinigte Elemente von Horrorfilmen und Krankenhausserien. Trotz der Kameraführung im Dogma-95-Stil, welche nicht als massentauglich galt, war die Serie ein so großer Erfolg, dass eine weitere Staffel gedreht werden sollte, um bisher unbeantwortete Fragen aufzulösen. Im Jahr 1997 wurde mit der ursprünglichen Besetzung die zweite Staffel gedreht, welche nahtlos an die erste anschloss, jedoch noch mehr Fragen offenließ als die erste.
Der amerikanische Horrorautor Stephen King adaptierte Hospital der Geister als dreizehnteilige Miniserie Kingdom Hospital. Er versetzt die Handlung weitestgehend originalgetreu in ein amerikanisches Krankenhaus in Maine und übernimmt sogar einige Figurennamen.
Lars von Trier schrieb vor der Jahrtausendwende ein Skript für die dritte Staffel. Die Hauptdarsteller Ernst-Hugo Järegård und Kirsten Rolffes sowie weitere Schauspieler verstarben zwischenzeitlich. Derzeit wird die dritte Staffel unter dem Namen Geister – Exodus produziert. Mit dabei sind wieder Ghita Nørby, Søren Pilmark und Birgitte Raaberg. Neu dazugekommen sind unter anderem Bodil Jørgensen und Mikael Persbrandt. Die Premiere fand bei den Filmfestspielen von Venedig 2022 statt.

## Veröffentlichung
Die Urfassung von Geister hatte eine Laufzeit von 275 Minuten und lief in zwei Doppelfolgen auf den Filmfestspielen von Venedig 1994. Für das deutsche Fernsehen wurde die Serie in fünf Folgen zu je 52 Minuten umgeschnitten. Szenen wurden umgestellt oder durch neue ersetzt und einige Dialoge gerafft, sodass die Fernsehfassung insgesamt ca. 15 Minuten kürzer ist. Diese Version wurde zwischen dem 11. März und dem 8. April 1995 auf Arte ausgestrahlt und kam 1996 in die Kinos. Die ursprüngliche Kinofassung wurde am 6. und 8. April 1996 auf West 3 gezeigt. Von Geister II existiert neben der sechsteiligen Fernsehfassung ebenfalls eine vierteilige Langfassung.
Für die DVD-Veröffentlichung 2005 griff man statt der elfteiligen Fernsehfassung auf die längere Fassung in zweimal vier Teilen zurück mit insgesamt ca. 580 Minuten. Für einige Szenen fehlte die deutsche Synchronisation, diese wurden im Originalton mit Untertiteln präsentiert. Zudem ging für einige Teile in Folge 8 der deutschen Fernsehfassung der Originalton verloren. Daher sind auch in der dänischen Sprachfassung einige Szenen in deutscher Synchronisation zu hören. 2007 erschien eine überarbeitete DVD-Auflage mit vollständiger deutscher Synchronisation. Diese hatte der WDR für die Ausstrahlung der Langfassung von Geister I im Jahr 1996 mit den korrekten Sprechern anfertigen lassen. Im November und Dezember 2014 zeigte Arte diese Version.
| Geister I   | Geister I                        | Geister I                   |
| ----------- | -------------------------------- | --------------------------- |
| 1           | Die höllischen Heerscharen       | The Unheavenly Host         |
| 2           | Dein Reich komme                 | Thy Kingdom Come            |
| 3           | Horcht und ihr werdet hören      | Hark And Ye Shall Hear      |
| 4           | Ein fremder Körper               | A Foreign Body              |
| 5           | Lebende Tote                     | The Living Dead             |
| Geister II  |                                  |                             |
| 6           | Wiederkehr                       | Ricorso                     |
| 7           | Zugvögel                         | Birds of Passage            |
| 8           | Gargantua                        | Gargantua                   |
| 9           | Leicht wie Luft, schwer wie Blei | Light As Air, Heavy As Lead |
| 10          | De Profundis                     | De Profundis                |
| 11          | Pandämonium                      | Pandemonium                 |
| Geister III |                                  |                             |
| 12          | Halmer                           | Halmer                      |
| 13          | Der Kongress tanzt               | Kongressen danser           |
| 14          | Bruderherz                       | Storebror                   |
| 15          | Barbarossa                       | Barbarossa                  |
| 16          | Der Exodus                       | Exodus                      |

| Geister I   | Geister I          | Geister I                  |
| ----------- | ------------------ | -------------------------- |
| 1           | Den hvide flok     | Die höllischen Heerscharen |
| 2           | Alliancen kalder   | Dein Reich komme           |
| 3           | Et fremmed legeme  | Ein fremder Körper         |
| 4           | De levende døde    | Lebende Tote               |
| Geister II  |                    |                            |
| 5           | Mors in Tabula     | Mors in Tabula             |
| 6           | Trækfuglene        | Zugvögel                   |
| 7           | Gargantua          | Gargantua                  |
| 8           | Pandæmonium        | Pandämonium                |
| Geister III |                    |                            |
| 9           | Halmer             | Halmer                     |
| 10          | Der Kongress tanzt | Kongressen danser          |
| 11          | Bruderherz         | Storebror                  |
| 12          | Barbarossa         | Barbarossa                 |
| 13          | Der Exodus         | Exodus                     |

## Weiterführende Informationen
Literatur
- Ove Christensen, Claus K. Kristiansen: Porten til Riget. In: Eva Jørholdt (Hg.): Ind i filmen. Kopenhagen: Medusa 1995, S. 286–309.
- Glen Creeber: Surveying The Kingdom. Explorations of medicine, memory and modernity in Lars von Trier’s THE KINGDOM (1994). In: European Journal of Cultural Studies 5/4 (2002), S. 387–406.
- Andreas Jacke, Sophie Wennerscheid: Der ›wahre Horror‹ und sein phantas(ma)tisches Anderes in Lars von Triers RIGET. In: Niels Penke (Hg.): Der skandinavische Horrorfilm. Kultur- und ästhetikgeschichtliche Perspektiven. Bielefeld: Transcript 2013, S. 101–128.
- Andreas Jacke: Ghost Dance – Heim-Suchungen: Riget I u. II (1994/1997/Königreich/Hospital der Geister). In: Krisen-Rezeption oder was Sie schon immer über Lars von Trier wissen wollten, aber bisher Jacques Derrida nicht zu fragen wagten. Verlag Königshausen & Neumann, Würzburg 2014, ISBN 978-3-8260-5537-9, S. 129–150.

Weblinks
- Geister. Internet Movie Database, abgerufen am 3. August 2024.
- Fanseite zu Riget II (dänisch)
- Reichskrankenhaus Kopenhagen Offizielle Website (dänisch, englisch)

Belege
1. ↑  Rückkehr ins Hospital der Geister. In: deutschlandfunkkultur.de. 2. September 2022, abgerufen am 5. September 2022.